# Too Much (chanson d'Elvis Presley)
Pour les articles homonymes, voir Too Much.
Singles de Elvis Presley
Love Me Tender All Shook Up
Too Much est une chanson de rock 'n' roll écrite par Bernard Weinman et Lee Rosenberg et popularisée par Elvis Presley.
Tout d'abord enregistrée par Bernard Hardison dans une version rhythm and blues, elle est éditée en simple par le label Republic en 1955.
Elvis Presley l'enregistra à son tour à l'automne 1956, avec les Jordanaires dans les chœurs. Le disque publié par RCA au début de l'année 1957 s'est classé n°1 dans le Billboard Hot 100 durant 3 semaines en février.
Ce titre fut repris notamment par Cliff Richard sur l'album Cliff en 1959, et par Robert Gordon et Chris Spedding avec les Jordanaires, sur l'album It's Now Or Never en 2007.